# Управа за индиректно опорезивање Босне и Херцеговине
Управа за индиректно опорезивање - УИО (хрв. Uprava za neizravno oporezivanje - UNO) је самостална управна организација која за свој рад путем Управног одбора одговара Савјету министара БиХ. Управа је овлашћенa за примјену и спровођење законских прописа о индиректном опорезивању.
Индиректно опорезивање се односи на увозне и извозне дажбине, акцизе, порез на додатну вредност и све друге порезе зарачунате на робу и услуге, укључујући и порезе на промет и путарине.

## Историјат
Основана је по Закону о Управи за индиректно опорезивање који је изгласан 21. и 22. децембра у Парламентарној скупштини, док је њено оснивање предвиђено у Закону о индиректом опорезивању, који је донет Парламентарној скупштини БиХ 29. децембра 2003. године.
Током 2004. године извршено је спајање бивших царинских управа ентитета и Дистрикта Брчко, а Управа је као јединствена целина стварно почела функционисати на читавој територији БиХ од 1. јануара 2005. године.  Упоредо с процесом реорганизације царинске службе, основан је Сектор за порезе који је имао задатак развити и спровести јединствени систем пореза на додату вредност.
Управа за индиректно опорезивање од 12. маја 2021. године издаје квалификоване електронске потврде за електронско пословање.

## Надлежности
Сходно Закону о управи за индиректно опорезивање, надлежности су:
- води јединствени регистар обвезника индиректних пореза и додељује им одговарајући идентификациони број
- врши пријем пореских пријава и других исправа, води обавезе по основу индиректних пореза у пореском књиговодству, врши наплату и повраћај индиректних пореза
- води пореско књиговодство
- утврђује благовременост, законитост и правилност поднесених пореских пријава и других исправа
- утврђује пореску основицу и пореску обавезу обвезника индиректних пореза на основу пореских пријава, исправа, пословних књига, евиденција обвезника и других доказа, укључујући и примјену индиректних метода доказивања
- обавља проверу, ограничену проверу и контролу обвезника индиректних пореза
- спречава, открива и истражује царинске, пореске и друге прекршаје, те у складу са упутствима надлежног тужиоца води активности у вези са истрагом кривичних дела везаних за индиректно опорезивање и надлежним органима подноси пријаве за повреду прописа о индиректном опорезивању
- спроводи поступак принудне наплате
- по потреби, даје мишљења о примјени прописа о индиректном опорезивању
- обавља управне и друге послове који се односе на међународну правну помоћ у области индиректног опорезивања
- врши едукацију пореских обвезника
- проучава пореске системе и обавља сарадњу са пореским органима других држава, на основу међународних споразума које је закључила Босна и Херцеговина
- примењује међународне уговоре из области индиректних пореза
- издаје уверења о чињеницама о којима Управа води службену евиденцију
- јединствено користи информационе технологије у складу са Стратегијом Управа за информациону технологију и политике у вези с тим
- издаје пореске и контролне маркице и друге ознаке за обилежавање, праћење производње, промета и употребе појединих производа, у складу са законским прописима
- води јединствени рачун и врши наплату прихода по основу индиректних пореза, дозначавање и расподелу прихода по основу индиректних пореза на начин регулисан законом
- прикупља и обрађује податке о утврђеним и наплаћеним порезима
- планира и спроводи обуку запослених у одређеним областима, зависно од указане потребе
- врши обраду и праћење статистичких података о индиректним порезима
- води првостепени и другостепени управни поступак
- прати извршавање уговорних обавеза између Управа и комерцијалних банака
- Управа може обављати и друге послове које су јој поверене другим законима

## Организација
Управа има главну канцеларију је у Бањалуци, а има регионалне канцеларије у Бањалуци (у улици Младена Стојановића 7), Сарајеву, Мостару и Тузли. Поред тога има и 39 царинских испостава и 60 царинских референата.

## Руководство
Управом руководи директор, који заступа Управу и задужен је да Управа ради законито и ефикасно. Директор има своје помоћнике за одређене секторе, који му помажу у извршавању права и дужности директора за тај сектор.
Тренутни састав руководства је:
| Члан руководства    | Функција                                                 | Функција |
| ------------------- | -------------------------------------------------------- | -------- |
| Зоран Тегелтија     | Директор                                                 |          |
| Елвир Муминовић     | Помоћник директора - сектор за пословне услуге           |          |
| Владимир Драгичевић | Помоћник директора - сектор за царине                    |          |
| Мухарем Машиновић   | Помоћник директора - сектор за порезе                    |          |
| Данијела Јозић      | Помоћница директора - сектор за спровођење прописа       |          |
| Свјетлана Перковић  | Помоћница директора - сектор за информационе технологије |          |

Тренутни састав управног одбор:
| Чланови управног одбора | Функција                                                           | Функција |
| ----------------------- | ------------------------------------------------------------------ | -------- |
| Срђан Амиџић            | предсједавајући Управног одбора и министар финансија и трезора БиХ |          |
| Тони Краљевић           | Министар финансија Федерације БиХ                                  |          |
| Зора Видовић            | Министарка финансија Републике Српске                              |          |
| Далибор Томаш           | експерт из Републике Српске                                        |          |
|                         | експерт Вијећа министара БиХ                                       |          |
| Зијад Крњић             | експерт из Федерације БиХ                                          |          |
| Посматрачи              | Функција                                                           | Функција |
| Зоран Тегелтија         | Директор Управе за индиректно опорезивање Босне и Херцеговине      |          |
| Јања Гељић              | Директорка Дирекције за финансије Брчко Дистрикта                  |          |
| Едист Ковачевић         | Централна банка БиХ                                                |          |